# Tamerlan Tsarnaev
Tamerlan Anzorovich Tsarnaev [em russo Тамерла́н Анзорович Царна́ев]  (Ciscaucásia, 21 de outubro de 1986 — Boston, 19 de abril de 2013) foi um terrorista de origem chechena.
Tamerlan era um promissor pugilista, mas que ganhou notoriedade por ter planejado o Atentado à Maratona de Boston de 2013. Por conta deste episódio, ele foi morto pela polícia, em 2013.

## Biografia
Tamerlan Tsarnaev estudava engenharia na escola Bunker Hill Community College, em Boston.
Em seu perfil em sites de relacionamento, ele se dizia muito religioso e que venerava a causa da independência da Chechênia, hoje república russa, e que praticava luta.
Em 2009, ele foi preso por violência contra a mulher, após ter agredido a namorada, segundo um site policial local.
Em 2013, após os atentados a Maratona de Boston, descobriu-se que Tamerlan esteve envolvido com um triplo homicídio realizado em 11 de setembro de 2011 em Waltham, na região de Boston.

### Carreira desportiva
Tamerlan iniciou na Rússia sua carreira de boxeador e queria fazer parte da equipe olímpica do esporte norte-americana. Ele praticava boxe na escola Wai Kru de artes marciais mistas.
Em janeiro de 2004, ele recebeu o prêmio Luva de Ouro como o melhor lutador novato no meio pesado.
Em 2010, Tamerlan venceu o prestigiado troféu Rocky Marciano, como campeão representando a universidade de New England.

## Morte
Após o FBI informar que Tamerlan e seu irmão, Dzhokhar Tsarnaev, eram os principais suspeitos do Atentado à Maratona de Boston de 2013, a policia americana começou uma caçada aos irmãos.
A polícia conseguiu localizá-los após um incidente no campus do MIT (Massachusetts Institute of Technology), em Cambridge, onde um policial havia sido encontrado morto em seu carro. Pouco depois, os policiais receberam informações sobre um roubo de carro. O motorista teria sido mantido refém por meia hora e solto em um posto de combustíveis. Os policiais localizaram o carro. Houve uma perseguição, durante a qual a dupla atacou a polícia com explosivos e tiros. Tamerlan foi baleado, detido e levado ao hospital, onde acabou morrendo. Um outro policial foi ferido.
No dia 19/04/2013, o chefe da polícia de Boston, Ed Davis, confirmou que Tamerlan foi morto durante a madrugada em uma troca de tiros nas imediações de um shopping center na região de Watertown, subúrbio de Boston. A autópsia revelou que ele foi "morto por ferimentos causados por bala no tronco, além de traumatismo no local e na cabeça".

### Enterro
Após ter seu corpo mantido no departamento de polícia da cidade de Wuster, no estado de Massachusetts, Tamerlan foi enterrado no dia 09 de Maio de 2013, no cemitério islâmico de Doswell na Virgínia. Seu enterro demorou-se quase um mês para acontecer, uma vez que vários cemitérios americanos vinham se recusando a sepultá-lo (os responsáveis pelos cemitérios alegaram temer represálias e acreditavam que muitas pessoas não iam querer ser enterradas perto do suposto idealizador dos atentados a Maratona de Boston). Além disso, manifestantes americanos tentaram impedir que “um terrorista” fosse sepultado em solo americano.